# Otavalo
Otavalo és una ciutat de la província d'Imbabura, Equador, especialment famosa pel seu mercat setmanal de productes artesanals i indígenes. La ciutat està situada en una vall, envoltada pels antics volcans Imbabura, Cotacachi i Mojanda, a una altura d'uns 2.500 metres. La seva població és de 31.000 habitants (2001).
La població quítxua de la zona d'Otavalo (otavaleños o otavalos) és famosa pels seus teixits i són un dels grups indígenes que millor ha sabut vendre els seus productes a l'estranger: actualment disposen de botigues i empreses a diverses ciutats del món. A més, les poblacions del voltant també s'han especialitzat en diferents artesanies, com Cotacachi (treball del cuiro) o San Antonio de Ibarra (fusta). El mercat setmanal d'Otavalo (tradicionalment els dissabtes) és el punt principal de venda i intercanvi dels productes de la zona i, en els darrers anys, s'ha convertit en una important atracció turística, fins al punt que el mercat es repeteix altres dies de la setmana per satisfer la demanda turística.
Otavalo i Sabadell han acordat agermanar-se el juny de 2006, procés que es ratificarà el mes d'octubre.